# FIFA Manager 10
FIFA Manager 10 je peta videoigra EA Sportsova FIFA Manager serijala, nasljednik igre FIFA Manager 09. Manager 10 je proizveo Bright Future, a EA Sports ga je izdao u prodaju. Dvije su opcije omogućene na igri: jedan igrač i više igrača (multiplayer). Igra ovog puta omogućava kreiranje vlastitih stadiona, u poboljšanoj verziji. Prvi put ikad, postoji "online mode", kao i 3D animacija.

## Licencirane lige
UEFA
- T-Mobile Bundesliga* i ADEG Erste League*
- Belgijska Jupiler liga i EXQI Liga
- A PFG*
- Marfin Laiki League
- Gambrinus Liga
- SAS Ligaen i Viasat Divisionen
- 1. Bundesliga, 2. Bundesliga, 3. Liga, Regionalliga Nord, Regionalliga West i Regionalliga Süd
- Barclays Premier League, Football League Championship, League One, League Two, Conference National, Conference North* i Conference South*
- Meistriliiga
- Veikkausliiga
- Ligue 1, Ligue 2 i Championnat National*
- Grčka Super liga
- Soproni Liga
- FAI Premier divizija i FAI Prva divizija*
- Ligat Toto i Liga Leumit
- Serie A, Serie B, Serie C1* i Serie C2*
- Eredivisie i Eerste Divisie
- Tippeligaen
- Carling Premiership*
- Ekstraklasa i Orange Liga
- Liga Sagres i Liga Vitalis*
- Liga I
- Ruska Premijer liga, Ruska Prva divizija i Ruska Druga divizija
- Škotska Premier liga, Škotska Prva divizija, Škotska Druga divizija i Škotska Treća divizija
- Allsvenskan
- Švicarska Super Liga i Challenge League
- Slovenska PrvaLiga
- Liga BBVA, Liga Adelante i Segunda Division B
- Süper Lig
- Vyšča Liha
- Velška Premier liga*

AFC
- A-League
- K-League

OFC
- ASB Premiership

CONCACAF
- Major League Soccer
- Primera Division de Mexico

CONMEBOL
- Primera Division de Argentina
- Campeonato Brasileiro Série A, Campeonato Brasileiro Série B i Campeonato Brasileiro Série C
- Liga de Fútbol Profesional Boliviano*
- Primera División de Chile i Primera B de Chile
- Copa Mustang
- Serie A de Ecuador i Serie B de Ecuador
- Copa TIGO
- Copa Cable Mágico
- Primera División Uruguaya

CAF
- Egipatska Premier liga

Bilješke
* Liga se prvi put pojavljuje u serijalu

## Vanjske poveznice
- EA Sports
- Službeni Trailer  Arhivirana inačica izvorne stranice od 17. lipnja 2010. (Wayback Machine)